# ホークアイ (ケイト・ビショップ)
ホークアイ（Hawkeye）、またはキャサリン・"ケイト"・ビショップ（Katherine "Kate" Bishop）は、マーベル・コミックが出版するアメリカン・コミックスに登場するキャラクターである。アラン・ハインバーグとジム・チャンにより創造されたビショップは『ヤング・アベンジャーズ』第1号（2005年4月）で初登場した。彼女はアベンジャーズのクリント・バートン、スコードロン・スプリームのワイアット・マクドナルドに次ぐ3代目で初のホークアイである。彼女の衣裳は初代ホークアイとモッキンバードを模したものである。
Disney+で配信されるマーベル・シネマティック・ユニバースのテレビドラマ『ホークアイ』ではヘイリー・スタインフェルドがビショップを演じた。

## 出版史
ホークアイはアラン・ハインバーグ脚本、ジム・チャン作画の『ヤング・アベンジャーズ』第1号（2005年4月）で初登場した。ケイト・ビショップとして登場した彼女は初代ホークアイ（クリント・バートン）が『アベンジャーズ』第502号で殺された後、『ヤング・アベンジャーズ』第12号でその衣裳を引き継いだ。
クリント・バートンとケイト・ビショップはマット・フラクションとデイビッド・アジャのシリーズ『ホークアイ』（2012年）で共演した。
ホークアイはキーロン・ギレンとジェイミー・マクケルビーによる2013年の『ヤング・アベンジャーズ』誌にも再登場した。
ケイト・ビショップはジェフ・レミアとラモン・ロペスによるシリーズ『All-New Hawkeye』（2015年）でもクリント・バートンと再共演した。
ケイトは2016年秋のマーベルNOW!の一環で『ホークアイ』誌に単独主演した。同誌は2018年初頭の第16号を以て終了した。同誌の脚本であったケリー・トンプソンはケイトをチームリーダーとした『ウエスト・コースト・アベンジャーズ』誌を制作した。
2021年11月よりマリーク・ナイカンプとエニード・バラムによる全5号のミニシリーズ『Hawkeye: Kate Bishop』がDisney+のテレビドラマに併せて刊行開始される。

## キャラクターのバイオグラフィ

### 『ヤング・アベンジャーズ・スペシャル』
『ヤング・アベンジャーズ・スペシャル』誌ではケイト・ビショップがチーム参加前にセントラル・パーク（と思われる場所）で暴漢に襲われていたことが明かされる。事件はケイトにトラウマを負わせたが、これをきっかけに彼女は厳しい戦闘訓練を始めた。この時点でケイトはセラピストとジェシカ・ジョーンズにしか話しておらず、チームの面々はこの事情を知らない。事件の詳細は明かされておらず、最初の待ち伏せの様子のみがコマに描かれている。

### 『ヤング・アベンジャーズ』
ヤング・アベンジャーズの初期の活動中に意図せずチームと出会ったケイトはプレッシャーのかかるその状況下でも能力と冷静さを発揮する。自立心が強くタフでぶっきらぼうな彼女は弓の名手でもあった。若年チームとの出会った彼女は自ら彼らを調査した末にアベンジャーズ本拠地にたどり着き、モッキンバードとホークアイの装備、ソーズマンの剣やブラック・ウィドウのベルトらしきものを身につけた。モッキンバードのマスクをつけて現れたケイトをパトリオットは冗談で「ホーキングバード」と呼んだ。ケイトはカーン・ザ・コンケラーとの戦いに加勢した後、チームの一員となる。
チームがカーンを止める最初の活動の後、キャプテン・アメリカとアイアンマンによって解散を命じられ、両親の許可無しでの訓練を拒否した。しかしながらヤング・アベンジャーとなることを諦められないケイトはキャプテン・アメリカとアイアンマンに知らされるのを拒み、父の会社であるビショップ・パブリッシングが所有する廃倉庫にチームの面々を案内し、そこを隠れ家とした。またキャプテン・アメリカから「あのユニフォームは二度と着ないでくれ」と言われたために新しいものを作った。
ケイトは友人でチームメイトでもあるキャシー・ラング(スタチュア)と仲が良く、またパトリオット（イーライ・ブラッドリー）とはある程度の相性を持ちつつも口論が絶えない関係となっている。スタチューが「何が起こっても」ウィッカンとハルクリングが「共にある」のと同様にケイトとパトリオットもそうであると見ていたが、ケイトは「私たちは喧嘩ばかり」と反論した。チームメンバーであるスピードは「君のボーイフレンド」であると言うが、ケイトは否定している。ケイトはチームの牽引者として皆の背中を押し、パトリオットの不在時にはリーダー役を務める場合もある。
パトリオットが負傷するとキャプテン・アメリカはヤング・アベンジャーズに普通の生活を送るように伝える。ケイトは適切な訓練を受けていればパトリオットの負傷はなかったと主張し、ヤング・アベンジャーズを受け入れることが最善であると訴える。ジェシカ・ジョーンズが戻るとキャプテン・アメリカがホークアイに当てたメモを添えて初代ホークアイの弓と矢をケイトに渡す。ジェシカはケイトに彼女ようにキャプテン・アメリカに立ち向かったのはホークアイだけであり、キャプテン・アメリカが彼女にクリントのコードネームを使うように言っていると伝える。ケイトはそれを受け入れ、3代目の「ホークアイ」となる。

### 『シビル・ウォー』
ケイトは『Avengers: The Initiative』第1号の表紙に描かれている142人の登録ヒーローの1人として確認できるものの、『シビル・ウォー』本誌では登録法反対派の立場で行動している。彼女と同じくその表紙に描かれたパトリオットはニューアベンジャーズの隠れ家であるドクター・ストレンジの自宅に登場し、また『フォールン・サン: デス・オブ・キャプテンアメリカ』第2号でも疑問を投げかけている。『フォールン・サン』第3号でケイトとパトリオットは未登録ヒーローである彼らを捕まえようとするキャプテン・アメリカの衣裳と盾を一時的に装備していたクリント・バートンと対峙する。その正体を知らないケイトは自分はホークアイに敬意を表して彼の名を使っているが、衣裳を真似ているのは恥ずべきであるとクリントを非難し、「もしホークアイが生きていたら私は別の名前を使うだろう」と言う。彼女の言葉を受けてクリントは盾と衣裳をスタークに返し、シビル・ウォー中のスタークの役割を非難し、自らの道を歩む決意をする。

### 『ヤング・アベンジャーズ・プレゼンツ』
リミテッドシリーズ『ヤング・アベンジャーズ・プレゼンツ』でケイトはパトリオットによるバッキー・バーンズ（ウィンター・ソルジャー）追跡を手伝い、その過程でA.I.M.と戦う。
シリーズ最終第6号でケイトはパトリオットと気まずいデートをし、最終的に彼を拒んで困惑させる。その最中に彼女はローニンに襲われて自身の能力を測られる。ローニンはケイトをアベンジャーズの隠れ家に誘い出し、自身がクリント・バートンであることを明かす。クリントはケイトに彼女が持つオリジナルの弓とコードネームを賭けて弓割り対決を挑む。彼はどんな不可能なことでも仲間の命がかかっている時には常に射るべきであると繰り返し言う。敗北して屈辱を味わったケイトは弓とコードネームを返し、その後パトリオットとも仲違いする。スピードはケイトの苛立ちをほぐすためにデートに誘い、2人でシークレットアベンジャーズの隠れ家に侵入して弓を取り戻す。一方でそこに現れたクリントは他のメンバーの前でヤング・アベンジャーズを擁護し、彼らの師を務めたいという考えを示す。ケイトの存在に気付いたクリントは後日彼女のもとを訪ね、自分の名前と弓の使用を許可し、彼女がチームを率いるのに必要な決断力を示したことを認める。彼はシークレットアベンジャーズとしての支援を申し出、自身とキャプテン・アメリカ、スカーレット・ウィッチ、クイックシルバーがアベンジャーズとして活動していた頃の古い写真を渡す。戻ったケイトはパトリオットに近づいてキスをし、「時間をちょうだい、焦らないで」と言う。

### 『シークレット・インベージョン』
ケイトはチームメイトと共にスクラルの侵略と戦い、イニシアチブと合流するものの敗北してしまう。その後ヤング・アベンジャーズと共に最終決戦にも参加する。戦闘中にケイトが気絶するとその弓と矢は初代ホークアイであるクリント・バートンによって拾われる。

### 『シージ』
ケイトはヤング・アベンジャーズ、シークレット・ウォリアーズと共にノーマン・オズボーンによるアスガルド侵攻を阻止しようとする。戦闘中のセントリーの攻撃でケイトはパトリオットと共に瓦礫の下敷きとなってしまう。この状況でパトリオットはケイトに情熱的なキスをするが、驚いたケイトは彼を押しのけてしまう。程なくして2人は救助され、ケイトはパトリオットに「地獄のキスだった」と笑顔で伝えて交際の始まりが暗示される。

### Avengers: The Children's Crusade
『シージ』の後、ケイトはアベンジャーズ・タワーで祝杯をあげるヒーローたちの中に姿を現す。クリントは後に自分が元の衣裳に戻っても「ホークアイ」の名を使うようにケイトに勧め、今のところ2人の「ホークアイ」が存在するには充分に大きいと言う。
『Avengers: Children's Crusade』誌でヤング・アベンジャーズが解散するとケイトは正式にアベンジャーズとして認められた。

## パワーと能力
ケイトはアーチェリー、フェンシング、剣術、柔術、ボクシングをはじめとする戦闘技術に長けている。彼女はかつてモッキンバードが使っていたものに似た2本のバトルステーブとソーズマンのものと思われる剣、そしてクリント・バートンの弓矢を持ち歩いている。ブラックパンサーからもトリックアローを提供されている。

## 他のバージョン

### アルティメット・マーベル
アルティメット・マーベルのケイト・ビショップはマイルズ・モラレスの15歳の同級生として登場する。このキャラクターは当初名前が付いていなかったが、後に脚本のブライアン・マイケル・ベンディスによってその正体が明かされた。それから1年後に16歳となったケイトがマイルズとデートする姿が見られる。この世界ではケイトとその家族はHYDRAのメンバーであり、彼女は組織が世界をより良くする事が出来ると信じている。やがてマイルズから自分がスパイダーマンであることを明かされるとケイトは混乱し、何週間もマイルズを話が出来なかった。ケイトは姉妹に秘密を打ち明けるとそれは父親に伝わってしまう。マイルズがケイトの様子を見に家に行くと彼女の父親はマイルズを薬漬けにして誘拐し、HYDRAのエージェントはマイルズの父親、ガンケ、ジェシカを誘拐する。正体を知ったもののケイトはマイルズに未だに思いを寄せており、彼が父とドクター・ドゥームに拷問される姿を見て怯える。その後マイルズはドゥームを倒して仲間に助けられるとケイトと別れ、彼女はダガーによってノックアウトされる。

### Avengers: The Children's Crusade
『Avengers: The Children's Crusade: Young Avengers』では別の未来のケイトがホークアイとしてカーンが率いるアベンジャーズで活動する姿が描かれる。彼はトム・シェパード（この世界のクイックシルバー）と結婚し、双子を妊娠している。彼女の衣裳はクリントのオリジナルのホークアイの衣裳に合わせて変更されている。

### 『シークレット・ウォーズ』
『シークレット・ウォーズ』の世界では1602のケイトが登場する。ロビン・フッドに似た彼女は友人のテディとビリーと共に金持ちからの盗みを働くが、パニッシャー保安官に捕まってしまう。その後シールドに移送されてアメリカ・チャベスと出会ったケイトはヘルレンジャーズに加わり、脱出する。

### 『ホワット・イフ?』
『What If? House of M』ではケイトとヤング・アベンジャーズはレッドスカルが地球上の全ヒーローの力を奪った1ヶ月後に殺される。ケイトはコズミック・キューブによって殺された。

### 『オールドマン・ローガン』
『オールドマン・ローガン』の前日譚である『Old Man Hawkeye』で中年になったケイトが荒れ地の奥にある避難地区の長を務めている。後に彼女はサンダーボルツに復讐を試みクリントに協力する。しかし彼女は彼の終わりなき復讐への協力を拒否し、自分の地区を守るために車を走らせつつクリントの死を予測する。

## コレクテッド・エディション
| タイトル                                     | 収録内容                                                 | ページ | 出版日        | ISBN           |
| -------------------------------------------- | -------------------------------------------------------- | ------ | ------------- | -------------- |
| Hawkeye: Kate Bishop, Vol. 1: Anchor Points  | Hawkeye Vol. 5 #1-6                                      | 136    | 2017年6月13日 | 978-1302905149 |
| Hawkeye: Kate Bishop, Vol. 2: Masks          | Hawkeye Vol. 5 #7-12                                     | 136    | 2018年1月2日  | 978-1302905156 |
| Hawkeye: Kate Bishop, Vol. 3: Family Reunion | Hawkeye Vol. 5 #13-16, Generations: Hawkeye & Hawkeye #1 | 112    | 2018年5月22日 | 978-1302910976 |

## MCU版
『マーベル・シネマティック・ユニバース』（MCU）では、ヘイリー・スタインフェルドが演じる。日本語吹替は種﨑敦美が担当。

### キャラクター像
ニューヨークを拠点とする大手警備会社“ビショップ警備”のCEOであるエレノア・ビショップを実母に、（物語世界の）ハリウッド映画で活躍した著名な俳優モイラ・ブランドンをおばに持つ女子大生。幼い頃に直面した“ニューヨーク決戦”の際に、実父のデレク・ビショップを亡くしたが、“チタウリ”と戦いつつ、その猛威から自分たち母娘を救ってくれたクリント・バートン/ホークアイ（初代）を目撃したことで彼に憧れ、「あんな人がいるなら怖くない」、「ヒーローとはスーパーパワーを持つ人ではなく、正しいことを勇敢にやり通せる人のこと」だという思いに至った。ここから、デレクの葬儀の際に母へ守り合うことを誓うと、長年に渡ってあらゆる武術の習得に打ち込んできた。
人助けに命を捧げていたという父親譲りの正義感や、何かを思いついたり疑問を抱えたりすれば躊躇うことなくすぐに行動して突き止めようとする探究心、実戦能力と財力までを兼ね備えているがゆえに早口でまくし立てることも多いほどの饒舌で、たとえ敬える人物でも自分が正しいと思ったことに反対されれば従わない姿勢を見せる自信家だが、その分無鉄砲且つケアレスミスも度々起こすほどどこかおっちょこちょいで脇が甘いことが玉に瑕。
2024年のクリスマスシーズンに、闇オークション会場の襲撃に遭遇したことで“トラックスーツ・マフィア”と敵対することになってしまい、その最中に現れた憧れのクリントと出会うと、彼を巻き込んでマフィアとの戦いに乗り出し、新たなヒーローとしての自覚を身につける。

### 能力
超人的なスーパーパワーは無いものの、5歳の頃から武術を習い始め、父を喪った後にエレノアが見守る中でアーチェリーを中心に、空手、柔道、フェンシング、体操などを会得し、その腕を磨き続けてきたことから、アーチャーとして優れた射撃力や一定のマーシャルアーツの技量と共に、前宙やパルクールなども難なくこなす身体能力を有しており、これらの腕を持って並のマフィア数人とも渡り合えるほどの実力を持つ。さらに、ピッキング技能や、周囲の状況と饒舌さを併せて咄嗟にその場を切り抜けるための口実をつけられるほどの頭の回転の速さも有している。

### ツール
トリック・アロー（Trick Arrows）
さまざまな効果を発揮する多数の特殊な矢。現在のところ所有者であるクリントのものを彼と兼用しているため、本項ではケイトのみが使用した矢を中心に表記する。
パテ・アロー（Putty Arrow）
命中した対象に紫色のジメチルポリシロキサン状のエポキシパテを放出する矢。ケイトが初めて放ったトリック・アローであり、トラックスーツ・マフィアとのカーチェイスにおいて、カジミエシュ・"カジ"・カジミエルチャクが運転する車両へ撃って命中したフロントガラスを覆い隠したほか、侵入したマヤ・ロペスの自宅でサイレントアラームが鳴った際にアラームを覆って無効化するために使用。
オントゥーグラバー・アロー（Onto-Grabber Arrow）
命中時に複数の高張力ケーブルをクモの網状に放出する矢。放出・分散された複数のワイヤーライン先端に付属するグラップルポイントが物体を固定し、矢に向かって引き込む。ケイトは、パテ・アローを受けてもなお追って来たカジらの自動車に対してこの矢を撃ち、広場に置かれた複数のクリスマスツリーをカジらの自動車にぶつけたほか、エレノアを始末しようと彼女に迫るウィルソン・フィスク/キングピンの足止めにも使用。
アシッド・アロー（Acid Arrow）
命中時に鏃から腐食性の高い化学物質を放出する、トニー・スターク/アイアンマン製の矢。トラックスーツ・マフィアとのカーチェイス中、ケイトによって信号機へ撃ち込まれ、これを腐食させて落とすことによって相手の追跡を遅らせたほか、ロックフェラー・センターにおける戦いで、ロックフェラーセンター・クリスマスツリーに引っかかって身動きがとれなくなったクリントを救出するために、ツリーへ撃ち込んで倒すことで彼を地上に降ろす。
フラッシュバング・アロー（Flashbang Arrow）
攻撃用の“フレア・アロー”であり、命中時に眩い光を放つ。トラックスーツ・マフィアとの決戦で、複数のギャングに対して使用し、翻弄する。
ニードル・アロー（Needle Arrow）
シャフトに一定の痛みを引き起こす無数の鋭い針を内蔵した矢。命中時に高速回転して無数の針を円状に連射する。トラックスーツ・マフィアとの決戦で、複数のギャングに対して使用し、翻弄する。
ロケット・ドローン・アロー（Rocket Drone Arrow）
小型のロケットエンジンとドローンの機能を搭載する矢。標的に当たることで瞬時にエンジンが噴射されて起動する。トラックスーツ・マフィアとの決戦でケイトによって撃ち込まれたこの矢がギャングの1人の左足に命中して包み込み、数十フィート上空に引き上げる。
トランキライザー・アロー（Tranquilizer Arrow）
鏃とシャフトに成人男性を数秒で意識不明にすることができるほど強力な精神安定剤が混入された多数の針を内蔵する矢。“バースト・ショット・アロー”に似たデザインで、標的に命中すると全方位に前述の多数の針を連射する。トラックスーツ・マフィアとの決戦で複数のギャングに対して使用し、昏倒させる。
エアバッグ・アロー（Airbag Arrow）
現代の自動車の多くに搭載されているエアバッグと同等の技術を備えた矢。対象に命中すると衝撃吸収用の巨大なクッションへと膨張する。トラックスーツ・マフィアとの決戦で、バリケードとして利用し、大挙して押し寄せるギャングらを弾き飛ばす。
トゥー・デンジャラス・アロー（"Too Dangerous" Arrow）
クリントによって、「way too dangerous（特上の危険）」と名付けられた矢。劇中では具体的な機能は言及されていないが、ケイトがフィスクとの一騎討ちにおいて、クリントから託されたこの矢を含む多数のトリック・アローが転がる床めがけてフィスクのカフスボタンの1つを飛ばすと、“エレクトリカル・アロー”から放たれた電流を複数の矢と共に受けたことで、爆風や衝撃波、複数の小さな花火のいずれかが発生し、フィスクをノックアウトして満身創痍に追い込んでいる。
リカーブボウ
愛用の木目調の弓。クリッカーやスタビライザーがないベアボウで、トラックスーツ・マフィアのアジトに一時捕らえられた際には、取り上げられてマヤに打撃武器として利用されたが、クリント&ケイトとマフィアのカーチェイスの際になぜかマヤは運転する自動車に乗せ込んでおり、これがあだとなってケイトに呆気なく取り返されてしまい、以降も彼女が愛用する。
また、デレク亡き後にエレノアから与えられたと思しき最初の弓は、現在においてビショップ邸のケイトの自室の壁にかけられている。
戦闘服
ケイトが愛用する戦闘服。現在のところ2種類が登場しており、基本的には紫色のジャケットに左上肩のユーティリティ・ベルトと着脱できる矢筒、左前腕のアームガード、黒のズボン、コンバット・ブーツで構成され、右太もものレッグホルスターと腰に縛られたベルトの左側に下げられた複数の鏃付きのリングがアクセサリーとして付属する。
ユニフォーム
アーチャー用のスポーツウェア。上着の色は淡い紫色となっており2つの胸ポケットが備わっている。グリアからは好感を持たれ、トラックスーツ・マフィアとの戦いや、マヤとエレーナとの三つ巴の乱戦においても着用する。
スーツ
ケイトの頼みを受けた“NYCラーパーズ”のミッシーによって作られた特製の戦闘用スーツ。ジャケットは濃い紫色がメインカラーとなって、黒いラインや胸と両肘の鏃をイメージしたシンボル、左肩当てが追加された。軽量かつ着心地も良く、この上にドレスを問題なく身にまとうことができ、クリスマス・イヴの夜の戦いで初めて着用する。
このほかにも、ローニンのスーツを着用したほか、トラックスーツ・マフィアとの連戦ではワインボトル、ショッピングカート、クリントのリカーブボウ、マヤの自宅では皿、エレーナに対しては辛子ソースのボトルや手持ちのボード、コムキャスト・ビルから降りるためにエレーナが残したグラップルワイヤーなど、その場で目にした物を多数使っている。

### 自宅
ニューヨークのチェンバーズ・ストリート駅を最寄り駅とする通りに構えられた古いアパートの2階にある一室。室内は2階建で、多数の矢が入った傘立てが置かれた玄関や、アーチェリーの的やサンドバッグ、アーチェリーやフェンシングでの金銀さまざまなトロフィー、プラスチック製の食器などが置かれ、上階にアパートの非常階段への出入り口がある。
2024年のクリスマス・シーズンには、保護したラッキー/ピザ・ドッグを連れ込んで愛犬とし、初めて出会ったクリントも招いたが、トラックスーツ・マフィアの火炎瓶攻撃で出火し、室内が焼けてしまったがニューヨーク市消防局の消火活動もあって全焼は免れ、その後侵入してきたエレーナとケイトの対話の場となったほか、ケイトが23歳になった頃にはカマラ・カーン/ミズ・マーベルも来訪する。

### 各作品での活躍
『ホークアイ』
演 - ヘイリー・スタインフェルド（本編）、クララ・スタック（幼少期）
日本語吹替 - 種﨑敦美（本編）、胡麻鶴彩（幼少期）
本作においてもう一人の主役としてMCU初登場。前述の経緯からトラックスーツ・マフィアから狙われるようになってしまい、成り行きで出会ったクリントと共にマフィアとの戦いに身を投じることになる。当初は実戦経験が無かったことから、常人であるギャングらにも苦戦したりピンチに追い込まれることもあったが、徐々に実戦の腕を磨いていき、出会って間もなかった頃は若干対応に苦慮していたクリントともやがて師弟関係同然の仲となり、彼から新しい友人兼相棒と認められるようになっていく。
2024年12月、鐘楼を壊した騒動を起こした直後に大学のクリスマス休暇期間で実家に帰ると、母エレノアが以前から毛嫌いしていたジャック・デュケインと婚約したことを知って複雑な心境となった。同日の夜にチャリティー競売会場に出向くと、後に愛犬となるピザ・ドッグと出会うと共に、アーマンド・デュケイン3世がエレノアを脅迫していた場を目撃してアーマンド3世を密かに追い、彼とジャックが闇オークションに参加していた事実を目の当たりにしてトラックスーツ・マフィアの襲撃にも遭遇したが、転がり込んできたローニンのスーツを自身の素性を隠すために着用してマフィアに挑んだ。そしてその場を離脱し、ピザ・ドッグを保護してアーマンド3世の裏の顔を暴こうと彼の邸宅に忍び込むも、アーマンドの刺殺体を発見して逃げた先で追って来たマフィアに遭遇し、窮地に陥った。しかし、そこに現れたクリントに助けられる形で彼と初めて出会うことになった。
クリントに保護されて彼を自宅に招き、脱いだローニンのスーツを返そうとしたところ、マフィアの追撃で自宅が焼けてしまい、代わりに向かったモイラのアパートに出向き、ローニンのスーツを着たままデュケイン邸に侵入したことでアーマンド3世殺害容疑がかかったにもかかわらず、クリントの忠告に従わず彼に付き添われながらビショップ警備に出勤。連絡先を交換して一旦クリントと別れ、エレノアや居合わせたジャックとディナーの約束を交わし、ジャックがアーマンド3世を殺したと疑い始め、ディナー後のフェンシングでの出来事や彼の態度からジャックへの不審感を募らせると、すぐさまクリントに伝えるべく出かけるが、彼がわざと捕まっていたマフィアのアジトでクリント共々捕縛されてしまった。
そして姿を現したマヤからローニンの正体なのかどうかと尋問されるも、クリントの活躍で拘束を脱し、彼と共にマヤらとの乱戦や激しいカーチェイスを制すると、デリでの朝食や、ピザ・ドッグの散歩などでクリントとの交流が本格的になっていき、ジャックを調べるために彼と実家に潜入したり、帰宅したエレノアたちにヒーローとしての相棒と紹介したり、モイラのアパートでクリントと一連の問題の対処のミーティングを行いながらコイン飛ばしを教わり、クリスマス映画マラソンに興じた傍らで、彼がローニンの正体だと知らされることにもなった。
翌日、NYCラーパーズとも繋がりを持ち始め、マフィアに奪われたローラ・バートンの腕時計を取り戻すため同日の夜にマヤの自宅に潜入して腕時計を取り戻した代わりにマヤや、同伴したクリントを襲ったブラック・ウィドウ（エレーナ）と三つ巴の乱戦を繰り広げ、苦戦の末に彼女らを撤退させたが、ブラック・ウィドウの介入に事態を重く見たクリントから「君は相棒じゃない」とこの件から手を引くよう強く突き放されてしまった。
不本意ながらも実家に帰宅し、涙ぐみながらエレノアにクリントとの出来事とジャックのアーマンド殺害容疑を打ち明け、それから焼け焦げた自宅に一度立ち寄るが、そこに侵入していたエレーナと対話をはじめ、ニューヨーク観光やクリスマスの話題で盛り上がりつつも、彼女がクリント抹殺の依頼を引き受けて現れた暗殺者であると知らされた。夜が明けて実家でジャックの逮捕に立ち会った直後にこのこととエレーナの話を伝えるため、もう一度クリントと行動することを決意して、何度も留守電にメッセージを送った後、ローニンとしてマヤと対峙していたクリントを弓矢とシェアライドの利用で救い、グリルスの自宅でエレーナから送信されてきた母とフィスクの密会動画を見て、アーマンド殺害の真犯人でもあったエレノアの裏の顔を知ってパニックになるも、クリントから改めて相棒と認められて持ち直し、エレノアの始末を狙うマフィアとの決戦のために、クリントと多数のトリック・アローの作成と、ラーパーズの現地協力を取り付けた。
そしてクリスマス・イヴの夜に、クリントやラーパーズ一同とコムキャスト・ビルに赴き、エレノアを保護して彼女の裏の顔を非難し、居合わせたジャックへの謝罪後にビルが銃撃されると、クリント抹殺に現れたエレーナとの小競り合いや、ツリーに引っかかってしまったクリントの救出、彼との共闘で大挙して押し寄せるマフィアとの決戦など、至る所で大活躍した。ギャングらを一網打尽した後に、自らエレノアを始末しようと現れたフィスクに立ちはだかり、エレノアを守るために挑んで返り討ちに遭い、追い詰められたものの、トリック・アローの利用でなんとか辛勝。呼びかけと弁解を続けるエレノアに対しては情に絆されることなく、駆け付けたカードルたちに彼女を逮捕させ、エレーナとの対決を終わらせたクリントからも今回のことを賞賛された。
翌日のクリスマス当日。クリントに連れられてラッキーと共にバートン家を訪ね、クリントの家族とクリスマスパーティーを楽しみつつ、彼によるローニンのスーツの焼却にも立ち会い、自分のヒーロー名の候補を次々とクリントに提案し、彼からは“ホークアイ”のヒーロー名を託されることを示唆するカットで幕を閉じる。
『マーベルズ』

## 他のメディア

### テレビアニメ
- ケイト・ビショップ/ホークアイは『アベンジャーズ: ウルトロン レボリューション』のエピソード『時空を超えた戦い』で台詞なしのカメオ出演をした。このバージョンの彼女は征服者カーンと対抗する可能性の未来からブラック・ウィドウ（英語版）、サンダーストライク（英語版）、トニー・ホー（英語版）、ホアキン・トーレスと共にやって来ている[42]。

### ゲーム
- 『Marvel Heroes』ではケイト・ビショップ/ホークアイが前任者の強化コスチュームとして登場し、声はアマンダ・C・ミラー（英語版）が担当した[43]。
- 『Marvel Avengers Alliance』ではケイト・ビショップ/ホークアイがアンロッカブル・プレイアブル・キャラクターとして登場する[44]。
- 『LEGO マーベル アベンジャーズ（英語版）』ではケイト・ビショップ/ホークアイがアンロッカブル・プレイアブル・キャラクターとして登場する[45]。
- 『マーベル・パズルクエスト（英語版）』ではケイト・ビショップ/ホークアイがアンロッカブル・プレイアブル・キャラクターとして登場する[46]。
- 『マーベル・フューチャーファイト（英語版）』ではケイト・ビショップ/ホークアイがアンロッカブル・プレイアブル・キャラクターとして登場する[47]。
- 『LEGO マーベル スーパー・ヒーローズ 2 ザ・ゲーム』ではケイト・ビショップ/ホークアイがプレイアブル・キャラクターとして『チャンピオンズ』DLCの一部として登場する[48]。
- 『Marvel's Avengers』ではケイト・ビショップ/ホークアイがプレイアブルDLCキャラクターとして登場し、アシュリー・バーチ（英語版）が声を担当した。